# Roman Kašiar
Roman Kašiar (* 27. Januar 1998 in Ludwigsburg) ist ein tschechischer Fußballspieler.

## Karriere
Roman Kašiar begann bereits mit drei Jahren mit dem Fußballspielen in der Jugend der SpVgg 07 Ludwigsburg. Sein gleichnamiger Vater hatte es in den 1990er Jahren zu einigen Einsätzen für Ludwigsburg in der Regionalliga Süd gebracht.
Über die Jugend des VfB Stuttgart kam der Tscheche 2012 zur Jugend der Stuttgarter Kickers, dort konnte er durch gute Leistungen sich stets weiterempfehlen und wurde mehrere Male in die tschechische U19-Nationalmannschaft berufen. Zur Spielzeit 2017/18 unterzeichnete er seinen ersten Profivertrag bei der ersten Mannschaft der Kickers.
Doch bereits in der Winterpause wechselte er nach Tschechien zum Zweitligisten FK Pardubice. In den folgenden Jahren spielte er im höherklassigen deutschen Amateurfußball; in der Regionalliga Nordost für den FSV Budissa Bautzen und den ZFC Meuselwitz, kurzzeitig für den VfR Aalen in der Regionalliga Südwest und seit 2020 in der Oberliga Baden-Württemberg für den FSV 08 Bietigheim-Bissingen und den SSV Reutlingen 05.